# Dumeng Giovanoli
Dumeng Giovanoli nació el 23 de enero de 1941 en Sils im Engadin (Suiza), es un esquiador retirado que ganó 2 Medallas en el Campeonato del Mundo (1 de plata y 1 de bronce), 1 Copa del Mundo en disciplina de Eslalon y 5 victorias en la Copa del Mundo de Esquí Alpino (con un total de 16 podiums).

## Resultados

### Juegos Olímpicos de Invierno
- 1968 en Grenoble, Francia
  - Eslalon: 4.º
  - Eslalon Gigante: 7.º

### Campeonatos Mundiales
- 1968 en Grenoble, Francia
  - Combinada: 2.º
  - Eslalon: 4.º
  - Eslalon Gigante: 7.º
- 1970 en Val Gardena, Italia
  - Eslalon Gigante: 3.º
  - Eslalon: 6.º

### Copa del Mundo

#### Clasificación general Copa del Mundo
- 1966-1967: 10.º
- 1967-1968: 2.º
- 1968-1969: 9.º
- 1969-1970: 6.º

#### Clasificación por disciplinas (Top-10)
- 1966-1967:
  - Eslalon Gigante: 7.º
  - Eslalon: 10.º
- 1967-1968:
  - Eslalon: 1.º
  - Eslalon Gigante: 5.º
- 1968-1969:
  - Eslalon Gigante: 5.º
- 1969-1970:
  - Eslalon Gigante: 2.º
  - Eslalon: 6.º

#### Victorias en la Copa del Mundo (5)

##### Eslalon Gigante (3)
| Fecha               | Lugar             |
| ------------------- | ----------------- |
| 21 de marzo de 1969 | Waterville Valley |
| 17 de enero de 1970 | Kitzbühel         |
| 20 de enero de 1970 | Kranjska Gora     |

##### Eslalon (2)
| Fecha               | Lugar     |
| ------------------- | --------- |
| 14 de enero de 1968 | Wengen    |
| 21 de enero de 1968 | Kitzbühel |